# Gloeomucro ventricosus
Gloeomucro ventricosus é uma espécie de fungo pertencente à família Hydnaceae.